# Luciliano (magister equitum)
Luciliano (en latín, Lucillianus, fl. 350–363) fue un oficial de alto rango del ejército romano y suegro del emperador Joviano. Luchó con éxito en la guerra contra Persia y apoyó al emperador Constancio II en las intrigas y el conflicto contra sus dos primos, Galo y Juliano. En 361, Luciliano fue capturado repentinamente por las tropas de Juliano y obligado a retirarse cuando Juliano sucedió a Constancio como emperador ese mismo año. Fue llamado al servicio después de la adhesión de su yerno Joviano en 363, y recibió un alto mando militar, solo para ser asesinado ese mismo año por tropas amotinadas en la Galia.

## Biografía

### Carrera bajo Constantcio II
Luciliano era el padre de Charito, esposa del emperador romano Joviano (r. 363-364). Probablemente, como Joviano, procedía de la provincia de Panonia. Su ciudad natal pudo haber sido Sirmium, donde una vez estuvo destinado y luego residió durante su retiro. En 350, el emperador Constancio II (r. 337-361) le dio a Luciliano el mando de la guerra contra el Imperio Sasánida y, en esta capacidad, defendió con éxito la fortaleza de Nisibis contra los ataques persas. En 354, Luciliano fue nombrado comes domesticorum (comandante de las tropas domésticas) del primo de Constancio, Galo César, con el propósito secreto de vigilar a Galo mientras lo escoltaban sin saberlo a su ejecución. En 358-359 fue junto a Procopio (futuro pretendiente imperial) como enviado del rey sasánida Sapor II.
Luciliano se mantuvo leal a Constancio cuando el otro primo del emperador, Juliano, se rebeló y se proclamó emperador en la Galia, en 360. En 361 había sido nombrado comandante de los ejércitos de Constancio en Iliria, con su cuartel general en Sirmio, y tenía la intención de oponerse a Juliano mientras marchaba hacia el este. Sin embargo, mientras estaba alojado en la ciudad de Bononia (Banoštor, Serbia) al norte de Sirmium, Luciliano fue sorprendido y capturado en una incursión nocturna por las tropas de Juliano; Al parecer, lo detuvieron cuando aún dormía y lo llevaron en estado de shock ante el pretendiente. Se dijo que Juliano le ofreció a Luciliano la oportunidad de realizar un acto de sumisión y "adoratio" (adoración), a lo que este último respondió audazmente cuestionando la sabiduría de la rebelión. Cuando Constancio murió ese mismo año y Juliano se convirtió en emperador romano indiscutible, Luciliano fue despojado de su mando y se retiró en Sirmium.

### Ascenso de Joviano y asesinato
Después de la muerte de Juliano durante su expedición contra Persia en 363, el yerno de Luciliano, Joviano, un miembro de la guardia de Juliano, fue aclamado emperador por el ejército. Joviano llamó a su suegro al servicio y lo nombró comandante de los ejércitos romanos en la prefectura pretoriana de Italia, con el rango de magister equitum et peditum (maestro de caballería e infantería), instruyéndolo también avanzar hacia la sede imperial en Mediolanum (Milán) y asegurar la autoridad del nuevo emperador en las provincias occidentales. Joviano también se encargó de relevar al comandante titular de los ejércitos en la Galia, Jovino, porque, como partidario cercano del emperador Juliano, su lealtad al nuevo régimen aparentemente se consideraba sospechosa. Sin embargo, su nuevo candidato, Malarichus, rechazó el puesto y, al enterarse de ello, Luciliano (que para entonces había llegado a Mediolanum) se apresuró a ir a Remi (Reims moderno), capital de Gallia Belgica, para reclamar el mando militar para sí mismo.
Después de su llegada, Luciliano inició una auditoría de la administración local porque sospechaba de algunos funcionarios de corrupción y malversación de fondos. Se dijo que llevó a cabo su investigación con gran vigor pero poco tacto, porque los funcionarios corruptos se habían preocupado de ganarse el favor y la protección de los soldados. Un culpable descubierto huyó al cuartel, donde su popularidad entre las tropas garantizaba su seguridad. Este oficial luego agitó a los soldados (probablemente los bátavos) al afirmar falsamente que el emperador Juliano todavía estaba vivo y que Joviano era solo un rebelde. Siguió un motín, en el que Luciliano fue asesinado; uno de sus sirvientes, Seniauchus, compartió su destino, mientras que el otro, Valentiniano (futuro emperador), escapó con vida. El emperador no sobrevivió mucho a su suegro, muriendo en febrero del año siguiente.